# 85 (tal)
85 (femogfirs, på checks også ottifem) er det naturlige tal som kommer efter 84 og efterfølges af 86.

## Inden for videnskab
- 85 Io, asteroide
- M85, elliptisk/spiralgalakse i Berenikes Lokker, Messiers katalog

## Eksterne links
- Wikimedia Commons har flere filer relateret til 85 (tal)